# キャロライン郡 (メリーランド州)
座標: 北緯38度52分 西経75度49分 / 北緯38.867度 西経75.817度
キャロライン郡（英: Caroline County）は、アメリカ合衆国メリーランド州の東海岸部に位置する郡である。2010年国勢調査での人口は33,066人であり、2000年の29,772人から11.1%増加した。郡庁所在地はデントン町（人口4,418人）であり、同郡で人口最大の町でもある。キャロライン郡は全体が田園部にあり、北はクイーンアンズ郡、西にタルボット郡、南にドーチェスター郡東にデラウェア州ケント郡、南東に同サセックス郡と接している。
郡内で発行されている新聞は「ザ・タイムズ・レコード」である。2つめの新聞として月刊の「キャロライン・レビュー」があり、無料で配付されている。

## 歴史
キャロライン郡は1774年にドーチェスター郡とクイーンアンズ郡の一部を合わせて設立された。郡名は、メリーランド植民地最後の総督ロバート・イーデンの妻、レディ・キャロライン・イーデンに因んで名付けられた。創設時に7人の郡政委員が指名された。チャールズ・ディキンソン、ベンソン・ステントン、トマス・ホワイト、ウィリアム・ハスキンス、リチャード・メイソン、ジョシュア・クラーク、ナサニエル・ポッターの7人だった。これらの委員がピッグポイント（現在のデントン）に4エーカー (16,000 m2) の土地を手当てし、郡庁舎と監獄を建てることとした。
これらの建物が完成するまでに、委員会がピッグポイントの上流約1.5マイル (2.4 km) にあったメルビルの倉庫で開催された。そこで選挙など必要な事務が行われ、この町が郡の中心になった。最初の委員会会期は1774年3月15日にメルビルの倉庫で開催された。1777年、郡庁舎はブリッジタウン（現在のグリーンズボロ）に移されたが、便利さの点でメルビルに戻されることになった。
郡庁舎の恒久的な場所について議論が持ち上がった。州議会では1785年に妥協点に達し、メルビルズランディングにある2エーカー (8,000 m2) の土地を郡庁舎と監獄のために購入することを命令した。1790年、郡庁舎と付属物がピッグポイントに移された。郡庁舎は1797年に完工した。
キャロライン郡には多くのアメリカ合衆国国家歴史登録財がある。アメリカ合衆国国立公園局は郡南半分にある場所を地下鉄道 (秘密結社)を説明するために献げる場所として検討している。

## 郡政府

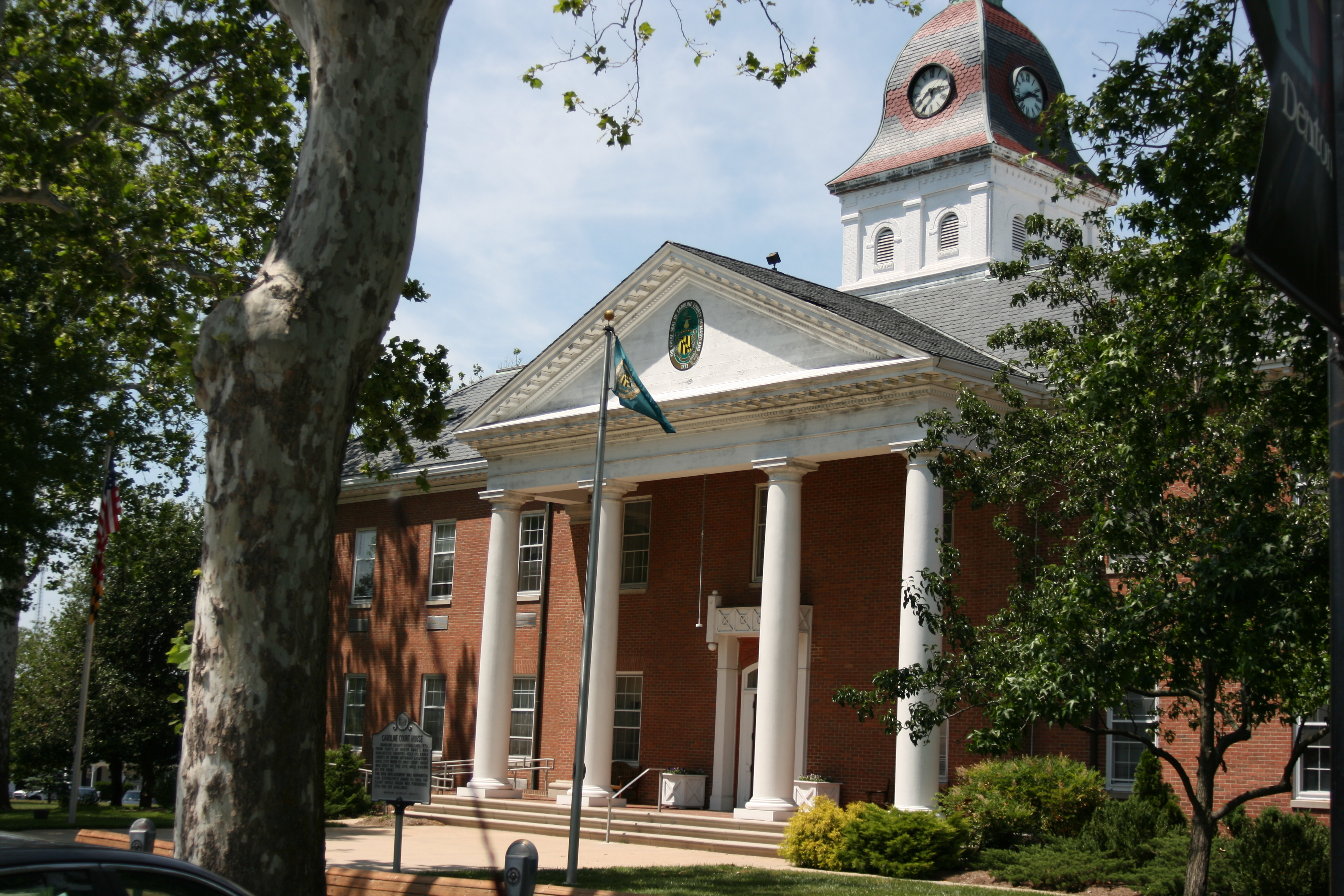
キャロライン郡庁舎

キャロライン郡は1984年に、郡政委員チャールズ・T・ディーン・シニアが提案し、州法の下に自治権を認められた。
郡政委員会は3人の委員で構成され、郡行政部門の管理は郡管理官が担当している。
キャロライン郡や東海岸部中央の各郡にとって成長が主要問題である。退職者や労働者は進んでチェサピーク湾を渡って西海岸部に通勤しており、次第に田園環境と安い生活費に惹き付けられてくるようになった。郡政委員会は郡の田園的性格の保存のために戦っている。
メリーランド州議会に住民ではない議員を送り出している唯一の郡である。1994年までは地元出身者を送り出していた。選挙区の再配置と少ない人口が原因である。

## 政治
キャロライン郡では民主党と共和党が拮抗している。共和党支持者が民主党支持者より54人多いだけである。約18,000人の登録有権者がいる。
2010年中間選挙では18,037人の有権者がいた。7,461人が共和党支持であり (41.36%)、7,407人が民主党支持 (41.07%)、59人がリバタリアン党支持 (0.33%)、36人が緑の党支持 (0.2%)、5人が憲法党支持 (0.03%)、2,949人は支持政党無し (16.35%)、120人はその他の党支持 (0.67%)だった。

## 地理
アメリカ合衆国国勢調査局に拠れば、郡域全面積は326.06平方マイル (844.5 km2)であり、このうち陸地320.14平方マイル (829.2 km2)、水域は5.92平方マイル (15.3 km2)で水域率は1.82%である。著名な水域はチョップタンク川とタッカホー川であり、人工湖のウィリストン湖がある。
キャロライン郡は、Ag保護計画で保護される土地の広さでは、全国第7位である。
東の郡境はメイソン＝ディクソン線になっている。
キャロライン郡はメリーランド州の東海岸部にある郡の中で、チェサピーク湾にも大西洋にも接していない唯一の郡である。州間高速道路もアメリカ国道も走っていないことでは、州内3郡の1つである。ミシシッピ川以東で農業以外の重要な産業を持たない唯一の郡でもある。
郡内にタッカホー州立公園、ホリデイパークキャンプ地、マーティナク州立公園がある。
探検家のジョン・スミス船長は1608年にナンティコーク川を遡り、この地域を眺めていた。

### メリーランド州道
キャロライン郡の幹線道はメリーランド州道404号線であり、一部4車線、他は2車線の道路である。夏にオーシャンシティやレホボスの海浜リゾート地に向かう、地域外の者が利用することが多い。
| - メリーランド州道16号線 - メリーランド州道287号線 - メリーランド州道302号線 - メリーランド州道304号線 - メリーランド州道306号線 - メリーランド州道307号線 | - メリーランド州道308号線 - メリーランド州道311号線 - メリーランド州道312号線 - メリーランド州道313号線 - メリーランド州道314号線 - メリーランド州道315号線 | - メリーランド州道317号線 - メリーランド州道328号線 - メリーランド州道331号線 - メリーランド州道404号線 - メリーランド州道454号線 - メリーランド州道480号線 |

### 隣接する郡
- ケント郡 (デラウェア州) - 北東
- サセックス郡 (デラウェア州) - 南東
- ドーチェスター郡 - 南
- タルボット郡 - 西
- クイーンアンズ郡 - 北西

## 人口動態
以下は2000年国勢調査による人口統計データである。
| 基礎データ - 人口: 29,772人 - 世帯数: 11,097 世帯 - 家族数: 8,156 家族 - 人口密度: 36人/km2（93人/mi2） - 住居数: 12,028軒 - 住居密度: 15軒/km2（38軒/mi2） 人種別人口構成（2000年統計、（ ）内は2010年統計） - 白人: 81.69% (79.8%、非ヒスパニックは78.19%) - アフリカン・アメリカン: 14.77% (13.87%) - ネイティブ・アメリカン: 0.37% (0.37%) - アジア人: 0.55% (0.57%) - 太平洋諸島系: 0.02% (0.16%) - その他の人種: 1.26% (3.2%、非ヒスパニックは0.10%) - 混血: 1.34% (1.68%) - ヒスパニック・ラテン系: 2.65% (5.49%) 先祖による構成 - アメリカ人：17.4% - イギリス系：14.8% - ドイツ系：14.4% - アイルランド系：9.9% | 年齢別人口構成 - 18歳未満: 26.8% - 18-24歳: 7.7% - 25-44歳: 28.9% - 45-64歳: 23.1% - 65歳以上: 13.5% - 年齢の中央値: 37歳 - 性比（女性100人あたり男性の人口） - 総人口: 95.9 - 18歳以上: 91.7 世帯と家族（対世帯数） - 18歳未満の子供がいる: 34.8% - 結婚・同居している夫婦: 54.3% - 未婚・離婚・死別女性が世帯主: 13.6% - 非家族世帯: 26.5% - 単身世帯: 21.5% - 65歳以上の老人1人暮らし: 9.4% - 平均構成人数 - 世帯: 2.64人 - 家族: 3.03人 収入と家計 - 収入の中央値 - 世帯: 38,832米ドル - 家族: 44,825米ドル - 性別 - 男性: 31,119米ドル - 女性: 21,015米ドル - 人口1人あたり収入: 17,275米ドル - 貧困線以下 - 対人口: 11.7% - 対家族数: 9.0% - 18歳未満: 14.5% - 65歳以上: 12.3% |

## 都市と町
キャロライン郡内にはメリーランド州法の町が10ある。
1. デントン（1802年法人化） - 郡庁所在地
2. フェデラルズバーグ（1823年法人化）
3. ゴールズボロ（1906年法人化）
4. グリーンズボロ（1826年法人化）
5. ヘンダーソン（1949年法人化）
6. ヒルズボロ（1853年法人化）
7. メアリーデル（1929年法人化）
8. プレストン（1892年法人化）
9. リッジリー（1896年法人化）
10. テンプルビル（1865年法人化、一部はクイーンアンズ郡）

### 未編入の町
未編入領域も「町」と考えられるが、政府は無い。アメリカ合衆国国勢調査局の定義する国勢調査指定地域も郡内には無い。これは他の郡に多くの国勢調査指定地域があることと比較して異常である。
以下はある程度の人口がある町である
| - アメリカンコーナー - アンダーソンタウン - ボルチモアコーナー - ベツレヘム - バーズビル - チョップタンク - ギルピンポイント | - グローブ - ハーモニー - ヒックマン - ホッブス - ジャンプタウン - リンチェスター - オークランド | - オイルシティ - タニアード - トゥージョンズ - リライアンス - ウェストデントン - ホワイトリーズバーグ - ウィリストン |

## 農業

### 果物と野菜
郡内でイチゴが大量に栽培されている。毎年イチゴ祭も開催されている。イチゴ栽培を始めたリッジリーが会場である。郡内のどの町でもトウモロコシ畑が見られる。飼料用とスイートコーンの双方がある。大豆も大量に生産されている。

### 畜産
郡の全域で、牛（肉牛と乳牛）、馬、羊、山羊、ロバが飼われている。

## エンタテインメント
- ヒックマンとプレストンの町民は、テレビ番組『Hee Haw』で紹介された。ヒックマンの場合、カントリミュージックの殿堂のコメディウィングでのエピソードだった。
- アメリカ野球殿堂入りしたジミー・フォックスはリッジリーで、セミプロの捕手としてその経歴が始まった
- ロック歌手ジョージ・サーグッドはデラウェア大学に通いながらキャロライン郡のバーで演奏し、その後にヒットを飛ばした
- 2004年、サウスキャロラインの野球チームが、ペンシルベニア州ウィリアムズポートで開かれたリトルリーグ・ワールドシリーズに出場し、国内3位になった
- デントンでは毎年8月に夏祭りが開催されている
- キャロライン郡祭は毎年8月にウィリストンで開催されている
- イチゴ祭は毎年メモリアルデイにリッジリーで開催されている

## 教育
- ノースキャロライン高校
- カーネル・リチャードソン高校
- キャロライン職業訓練センター[14]
- ロッカーマン中学校[15]
- カーネル・リチャードソン中学校[16]
- デントン小学校[17]
- フェデラルズバーグ小学校[18]
- グリーンズボロ小学校[19]
- プレストン小学校[20]
- リッジリー小学校[21]